# Grand feu de Barbençon
Le grand feu de Barbençon est une fête folklorique annuelle organisée dans le village de Barbençon faisant partie de la commune belge de Beaumont en province de Hainaut.
Il compte parmi les chefs-d’œuvre du Patrimoine oral et immatériel de la Fédération Wallonie-Bruxelles depuis 2018.

## Origine
La première trace orale du grand feu de Barbençon date du XIXe siècle mais il est vraisemblable que son origine remonte au Moyen Âge.[réf. nécessaire]

## Déroulement de la fête
Autrefois organisées pendant trois jours, les festivités se déroulent aujourd'hui en une seule journée et ont lieu lors du premier dimanche du carême appelé la quadragésime ou dimanche des Brandons. Le grand feu de Bouge a lieu ce même jour.
Les semaines qui précèdent cet événement sont mises à profit par les villageois pour préparer le grand amas de bois qui sera mis à feu.
Le matin, après un petit déjeuner servi sous la forme d'une omelette, les habitants du village entament leur tour pour le ramassage de la paille et des fagots de bois afin d'achever de constituer le bûcher du soir. Un cortège constitué d'un char en bois avec roues de bois cerclées en fer à traction humaine par les jeunes du village appelés les saqueux est suivi par la fanfare de carnaval (tambours et cuivres). Le char est dirigé par le responsable del manique et accompagné par quatre astoqueux et quatre destoqueux. Pendant le trajet, ceux-ci coiffés de bonnets de couleurs rouge et jaune vont s'opposer : les astoqueux, hommes mariés du village, mettent des astoques (des cales en bois) pour empêcher la progression du char, tandis que les destoqueux, de jeunes célibataires, les enlèvent au moyen de perches en bois d'une longueur d'environ 1,70 m.
Sur le char principalement rempli de paille et de fagots, se dresse le bonhomme hiver, bourré de paille, masqué et habillé d'une salopette de travail bleue, de bottes en caoutchouc, d'un écharpe rouge et jaune et d'un chapeau noir. Il est tenu debout par une perche de bois ancrée au plancher du char.
Ce cortège emprunte toujours le même itinéraire. Partant du bord du lac sur la promenade du Lac, il rejoint par la rue de l'Étang la chapelle Saint-Joseph pour une première halte. Par la rue des Trous, il arrive à un deuxième arrêt au bas de la rue des Marbriers. Après un troisième arrêt sur la place de l'église (place de Barchifontaine), le cortège regagne le lac à l’Auberge du Lac. Le bonhomme hiver y est alors hissé au sommet du bucher et est mis à feu à 20h par le dernier couple marié du village. Autour du grand feu, la danse des sept sauts est exécutée sur des airs de musique populaire.